# Sphenoraia
Sphenoraia (лат.) — род жуков-листоедов из подсемейства Козявки (Galerucinae).

## Распространение
Все известные виды распространены в Палеарктическом и Ориентальном регионах. В настоящее время в мире известно 25 видов Sphenoraia, из которых 12 видов встречаются в Китае.

## Описание
Виды этого рода можно отличить по следующим признакам: голова маленькая, лобный бугорок отчетливый, усики тонкие и доходят до середины каждого надкрылья, антенномер 2 самый короткий, антенномер 3 почти равен по длине и форме антенномеру 2 или немного длиннее его, антенномер 4 самый длинный и длиннее антенномеров 2 и 3 вместе взятых. Переднеспинка шире головы, почти вдвое шире её длины, базальная и вершинная граница не окаймлены, боковая граница окаймлена; диск переднеспинки без глубокой впадины. Щитик треугольный, гладкий, обычно пунктированный. Надкрылья шире в основании, чем в месте соединения с переднеспинкой, гумеры сильно выпуклые, диск сильно приподнят и имеет пунктировку. Эпиплеврон надкрылий широкий в основании и постепенно сужается от центра, доходя до вершины надкрылий. Прококсальная полость закрыта сзади, прококса шаровидная. Коготки придаточные, со склеротизованным придатком снизу. У самца вершина последнего видимого стернита трехлопастная; у самки последний видимый стернит полный.

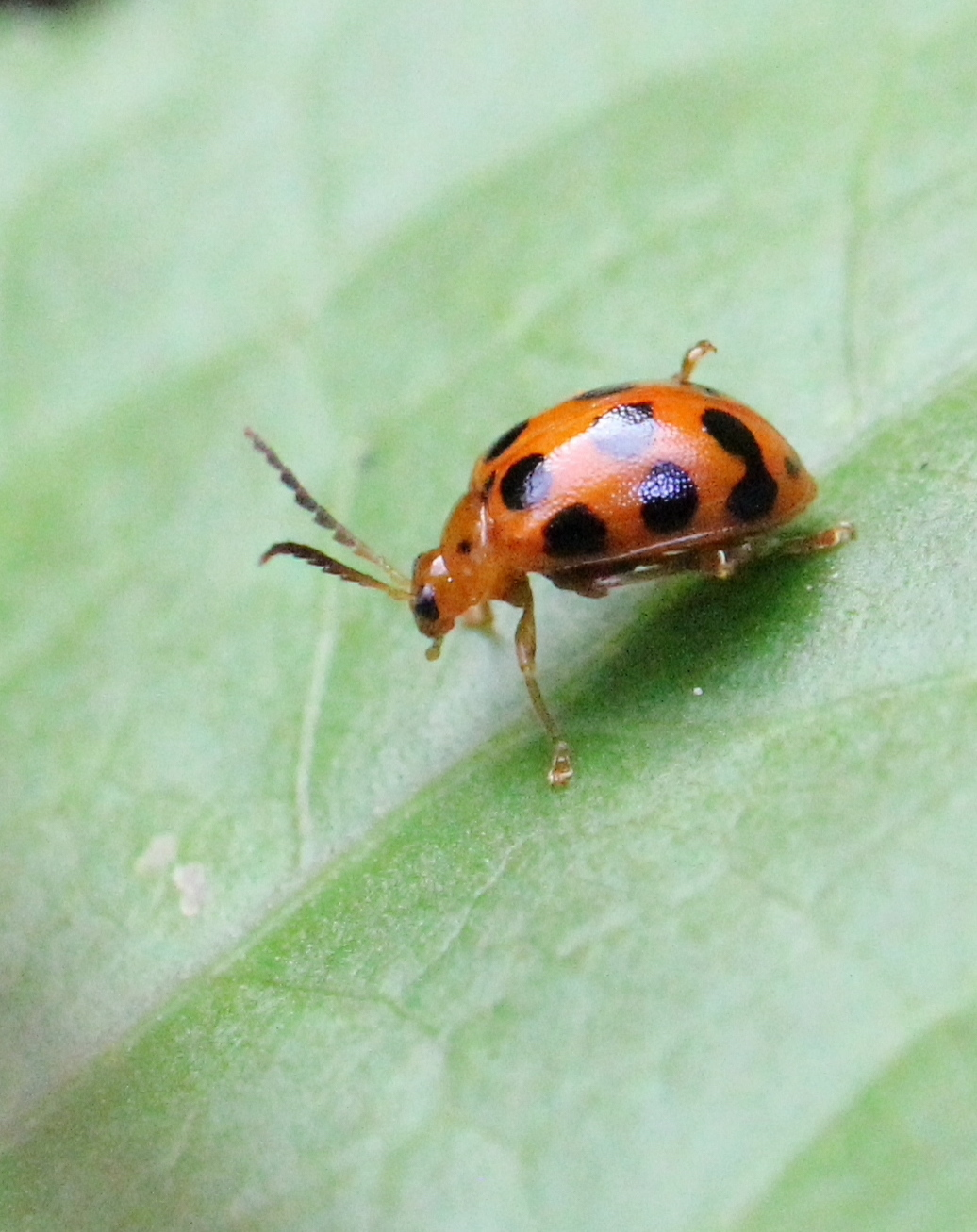
Sphenoraia nebulosa

## Классификация
Описано 25 видов. Род Sphenoraia был впервые выделен в 1865 году английским энтомологом Гамлетом Кларком (1823—1867)) с Galleruca bicolor (Hope, 1831) в качестве типового вида. Sphenoraia является старшим синонимом подрода Neosermylassa Chûjô, 1956 синонимизированного Kimoto (1986).
- Sphenoraia anjiensis Yang & Li, 1998
- Sphenoraia apicalis Kimoto, 1983
- Sphenoraia bengalensis Laboissiere, 1940
- Sphenoraia berberii (Jiang, 1992)
- Sphenoraia bicolor (Hope, 1831)
- Sphenoraia convexa Laboissiere, 1940
- Sphenoraia cupreata Jacoby, 1890
- Sphenoraia cyanella Lopatin, 2005
- Sphenoraia decemmaculata Feng, Yang & Liu, 2022[1]
- Sphenoraia duodecimmaculata Jacoby, 1889
- Sphenoraia duvivieri (Laboissiere, 1925)
- Sphenoraia flavicollis Clark, 1865
- Sphenoraia flavomarginata Feng, Yang & Li, 2022[1]
- Sphenoraia haizhuensis Yang, 2021
- Sphenoraia imitans Jacoby, 1892
- Sphenoraia intermedia Jacoby, 1885
- Sphenoraia javana (Wiedemann, 1819)
- Sphenoraia micans (Fairmaire, 1888)
- Sphenoraia multimaculata Kimoto, 1982
- Sphenoraia nebulosa (Gyllenhaal, 1808)
- Sphenoraia nigra Wang, Li & Yang, 2000
- Sphenoraia nigromaculata Jiang, 1992
- Sphenoraia paviei Laboissiere, 1934
- Sphenoraia punctipennis (Jiang, 1992)
- Sphenoraia rutilans (Hope, 1831)
- Sphenoraia warisan Mohamedsaid, 2000
- Sphenoraia yajiangensis (Jiang, 1992)